# Hapcheon District
Hapcheon District (Koreaans: 고성군, Hapcheon-gun) is een district in provincie Zuid-Gyeongsang, in Zuid-Korea.
In het district bevindt zich de tempel van Haeinsa.
De voormalige president Chun Doo-hwan is geboren in Hapcheon.